# 普里沃羅佳 (赫梅利尼茨基州)
48°44′31″N 26°20′7″E / 48.74194°N 26.33528°E

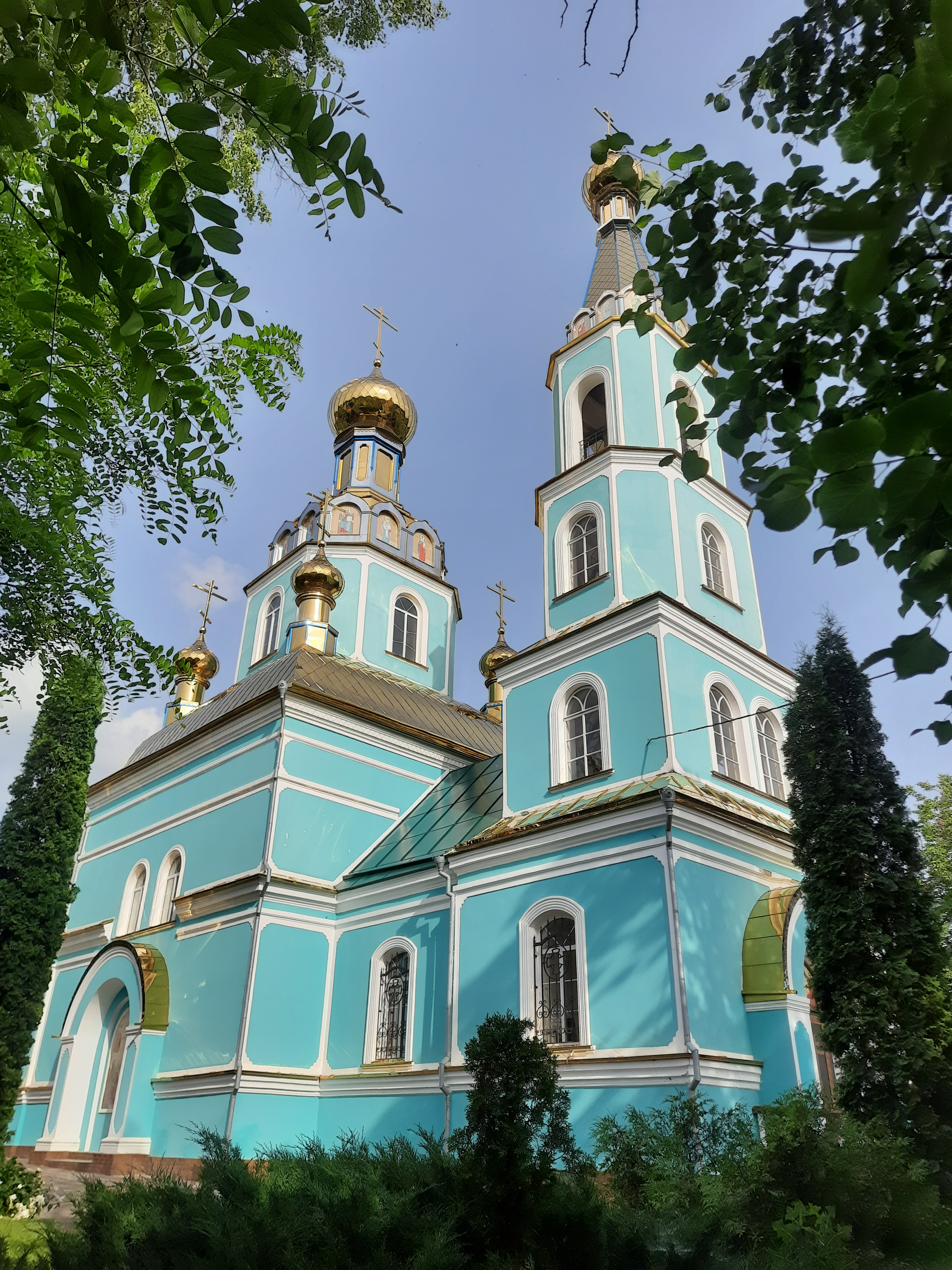
教堂

普里沃羅佳（烏克蘭語：Привороття），是烏克蘭的村落，位於該國西部赫梅利尼茨基州，由卡緬涅茨-波多利斯基區奥里宁市镇負責管轄，始建於1532年 ，面積1.51平方公里，2001年人口833，人口密度每平方公里551.7人。